# María Telón (actriz)
María Telón Soc (Santa María de Jesús, Sacatepéquez; 12 de octubre de 1958) es una actriz guatemalteca de origen maya kaqchikel. Hizo su debut en la película Ixcanul (2015), recibiendo el premio a la Mejor Actriz en el Festival de Cine de Eslovaquia. En total, la película recibió más de veinte premios internacionales.
Debuta en Hollywood con la cinta Black Panther: Wakanda Forever de Marvel como una anciana maya.

## Biografía
Creció en la ciudad de Santa María de Jesús, Sacatepéquez. Al enviudar siendo madre soltera, comienza a multiplicar sus trabajos, uno de ellos en una compañía de teatro que aborda problemáticas que afectan a los mayas y a las mujeres en Guatemala. 

## Carrera
Comenzó su carrera participando en la película Polvo de Julio Hernández Cordón. María Telón vivía con sus tres hijos, el menor de los cuales tenía dos años al momento del rodaje de su segunda película, Ixcanul. Una de sus hijas la ayudó a vender fruta mientras rodaba la película. Telón participó en funciones de teatro local en su pueblo natal de Santa María de Jesús, dónde el director Jayro Bustamante la conoció y la eligió para el papel de Juana.
A principios de 2014, luego de varias semanas de pruebas de pantalla, comenzaron las filmaciones en las faldas del volcán Pacaya y en Amatitlán. Después de terminar el trabajo en la película, Telón, junto con el director Jayro Bustamante y la actriz María Mercedes Coroy, presentaron la película en numerosos festivales internacionales, incluidos los festivales de cine de Berlín, Guadalajara y Toulouse.
Ha aparecido también en las películas Temblores y La Llorona –ambas de 2019 y dirigidas por Jayro Bustamante– en los roles de Rosa y Valeriana respectivamente. Hizo su debut en Hollywood apareciendo en la cinta Black Panther: Wakanda Forever (2022).

## Filmografía

### Cine
| Año  | Título                         | Personaje         | Director               |
| ---- | ------------------------------ | ----------------- | ---------------------- |
| 2012 | Polvo                          | Mujer testimonial | Julio Hernández Cordón |
| 2015 | Ixcanul                        | Juana             | Jayro Bustamante       |
| 2019 | Temblores                      | Rosa              | Jayro Bustamante       |
| 2019 | La Llorona                     | Valeriana         | Jayro Bustamante       |
| 2022 | Black Panther: Wakanda Forever | Anciana maya      | Ryan Coogler           |
| 2024 | Rita                           | Celia             | Jayro Bustamante       |

### Cortos
| Año  | Título   | Personaje | Director      |
| ---- | -------- | --------- | ------------- |
| 2022 | Gabriela | Alma      | Evelyn Lorena |
| 2015 | Tether   | María     | Eve Symington |

### Televisión
| Año  | Título | Personaje      | Director     |
| ---- | ------ | -------------- | ------------ |
| 2018 | Miguel | Mamá de Miguel | Daphna Levin |

## Premios
- Festival de Lima, Mejor Actriz 2015 por IXCANUL

- Festival de Mumbai, Mejor Actriz, 2015, por IXCANUL

- Festival de Eslovaquia, Mejor Actriz, 2015, por IXCANUL